# رزویل (میشیگان)
رزویل، میشیگان (به انگلیسی: Roseville, Michigan) یک شهر در ایالات متحده آمریکا با جمعیت ۴۷٬۲۹۹ نفر است که در میشیگان واقع شده‌است.

## موقعیت جغرافیایی
موقعیت جغرافیایی شهرها و مناطق اطراف به شرح زیر است: